# Ceriosporopsis longissima
Ceriosporopsis longissima är en svampart som beskrevs av Kohlm. 1962. Ceriosporopsis longissima ingår i släktet Ceriosporopsis och familjen Halosphaeriaceae.   Inga underarter finns listade i Catalogue of Life.